# 哈萊因
哈萊因（德語：Hallein，德語發音：[ˈhalaɪ̯n] ⓘ）是位於奧地利西部薩爾茨堡州的一個城市。位於薩爾察赫河沿岸。哈萊因是哈莱因县的首府所在地。有人口大約18000人，是薩爾茨堡州的第二大城市。